# Merionoeda hirsuta
Merionoeda hirsuta är en skalbaggsart som först beskrevs av Mitono och Masatoshi Nishimura 1936.  Merionoeda hirsuta ingår i släktet Merionoeda och familjen långhorningar. Inga underarter finns listade i Catalogue of Life.